# プラウド・メアリー (映画)
『プラウド・メアリー』（Proud Mary）は2018年にアメリカ合衆国で公開されたアクション映画である。監督はババク・ナジャフィ、主演はタラジ・P・ヘンソンが務めた。本作は日本国内で劇場公開されなかったが、2018年9月5日にDVDが発売された。

## 概略
メアリーはボストンの犯罪組織に雇われている殺し屋で、凄腕の持ち主として知られていた。彼女はある任務で子供を孤児にしてしまったことを悔やんでいた。時の経過と共に後悔の念はますます強まり、メアリーは組織から子供を脱走させようとしたが、仲間はそれを止めにかかった。口論の末、メアリーは仲間を撃ち殺してしまい、それが原因で彼女は組織から命を狙われる羽目になった。

## キャスト
- タラジ・P・ヘンソン - メアリー・ゴールドウィン（吹替：行成とあ）
- ジャヒ・ディアロ・ウィンストン - ダニー（吹替：中司ゆう花）
- ビリー・ブラウン - トム（吹替：青山穣）
- ダニー・グローヴァー - ベニー（吹替：樋浦勉）
- ザンダー・バークレー - 叔父
- ニール・マクドノー - ウォルター（吹替：平修）
- マーガレット・エイヴリー - ミーナ（吹替：伊沢磨紀）
- ラデ・シェルベッジア - ルカ

## 製作・公開
2017年1月、タラジ・P・ヘンソンが本作に出演することになったと報じられた。2月10日、ババク・ナジャフィが監督に起用されるとの報道があった。4月5日、本作の主要撮影がボストンで始まった。7月20日、本作のティーザー・ポスターとファースト・トレイラーがお披露目された。
当初、本作は2018年1月26日に全米公開される予定だったが、後に公開日は同年1月12日に前倒しされることになった。

## 興行収入
本作は『トレイン・ミッション』及び『パディントン2』と同じ週に封切られ、公開初週末に1620万ドル前後を稼ぎ出すと予想されていたが、実際の数字はこれを大きく下回るものであった。2018年1月12日、本作は全米2125館で公開され、公開初週末に995万ドルを稼ぎ出し、週末興行収入ランキング初登場8位となった。

## 評価
本作に対する批評家からの評価は芳しいものではない。映画批評集積サイトのRotten Tomatoesには54件のレビューがあり、批評家支持率は28%、平均点は10点満点で4.2点となっている。サイト側による批評家の見解の要約は「『プラウド・メアリー』はタラジ・P・ヘンソンがアクション映画―それは同作のような味も素っ気もない作品のことではない―には十分すぎるほどの適性とカリスマ性を発揮できることを証明している。」となっている。また、Metacriticには23件のレビューがあり、加重平均値は35/100となっている。なお、本作のCinemaScoreはB+となっている。